# Blacus dolosus
Blacus dolosus är en stekelart som beskrevs av Papp 1985. Blacus dolosus ingår i släktet Blacus och familjen bracksteklar. Inga underarter finns listade.